# Флорешти (Бузау)
Флорешти (рум. Florești) насеље је у Румунији у округу Бузау у општини Бечени. Oпштина се налази на надморској висини од 428 m.

## Становништво
Према подацима из 2002. године у насељу је живело 322 становника, од којих су сви румунске националности.